# رمزیه هیسار
رمزیه هیسار انگلیسی: Remziye Hisar (۱۹۰۲–۱۳ ژوئن ۱۹۹۲) شیمیدان و استاد دانشگاه اهل ترکیه بود. از او به عنوان اولین زن ترکیه ای که دارای مدرک دانشگاه سوربون و نخستین دانشمند زن مدرن ترکیه یاد می‌شود.

## زندگی
وی در سال ۱۹۰۲ در اسکوپ، بخشی از امپراتوری عثمانی، متولد شد که پدرش صالح هولوسی به عنوان کارمند دولت بود و نام مادرش عایشه رفیع بود. یک سال پس از اعلام قانون اساسی دوم، خانواد او در سال ۱۹۰۹ به استانبول بازگشتند. 